# Luigi Buccarello
Luigi Buccarello (ur. 6 grudnia 1974) – włoski duchowny rzymskokatolicki, trynitarz, od 2019 przełożony generalny Zakonu Trójcy Przenajświętszej.

## Życiorys
Święcenia kapłańskie przyjął 18 grudnia 1999. 14 czerwca 2019 został wybrany na generała zakonu trynitarzy.